# Dort in der Ferne, jenseits des Flusses
Dort in der Ferne, jenseits des Flusses (russisch Там вдали, за рекой, wiss. Transliteration Tam vdali, za rekoj) ist ein in Russland populäres sowjetisches Lied. Es sind auch die Anfangsworte des Liedes.
Das Lied erzählt die Geschichte einer Schlacht, die von einer Abteilung der Budjonny-Truppen während des Bürgerkriegs geschlagen wurde. Der Text wurde 1924 von Nikolai Kool (1902–1974), einem Rotgardisten in der Ersten Reiterarmee, geschrieben, die Musik von Alexander Alexandrow komponiert. Es soll auf ältere Vorlagen zurückgehen.
Die erste Strophe beginnt damit, wie „Dort in der Ferne, jenseits des Flusses“ in der Morgendämmerung hundert junge Kämpfer  von Budjonnys Truppen
zur Erkundung ins Feld ritten.
Das Lied wurde unter anderem vom Großen Chor und Orchester des Moskauer Rundfunks unter der Leitung von A. Kowaljow eingespielt.
Es gibt zahlreiche weitere Einspielungen des Liedes und wurde beispielsweise auch in dem sowjetischen Film Wie der Stahl gehärtet wurde (1957) gesungen.